# Università di Calcutta
L'Università di Calcutta (in inglese University of Calcutta; in bengali কলিকাতা বিশ্ববিদ্যালয়; in hindī कोलकाता विश्वविद्यालय, Kolakātā Viśvavidyālaya) è un'università degli studi statale indiana con sede a Kalakātā, nello stato indiano del Bengala occidentale. Fondata nel 1857, è stata la prima università di tipo occidentale creata ufficialmente nell'India britannica; all'inizio del XXI secolo ha riunito un gran numero di "college" sparsi dentro e fuori la città.

## Storia
L'istituzione fu fondata nel 1857 nel College Street di Calcutta, dove erano presenti già due istituti superiori, il Sanskrit College (aperto nel 1827) e l'Hindu College (1837), su un terreno di proprietà di Maheshwar Singh Bahadur, Maharaja di Darbhanga. Il fondatore, Charles Canning, I conte Canning, era all'epoca governatore generale dell'India. A Calcutta era già stato fondato il Fort William College, importante centro di studi aperto nel 1800 ma chiuso nel 1854. L'organo decisionale dell'università, previsto nell'atto di fondazione divenuto effettivo il 24 gennaio 1857, era formato da un senato di 41 membri. Al momento della sua creazione, il bacino di utenza dell'università si estendeva da Lahore a Rangoon e allo Sri Lanka; il bacino dell'università di Calcutta era pertanto il più vasto di tutte le università indiane. Primo cancelliere dell'università fu Charles Canning e primo vicecancelliere James William Colvile, un magistrato del Judicial Committee of the Privy Council (JCPC). 
Modellata sull'Università di Londra, inizialmente nell'Università di Calcutta non veniva impartito alcun insegnamento; l'università aveva tuttavia l'autorità di esaminare e di rilasciare diplomi per i vari college dell'India settentrionale. Dal 1904 ha aggiunto, a queste funzioni di vigilanza, l'insegnamento impartito in lingua inglese. Dagli anni settanta del '900 l'Università di Calcutta controlla direttamente tredici college, oltre a 150 college affiliati e sedici facoltà per corsi post-laurea
Joddu Nath Bose e Bankim Chandra Chattopadhyay furono i primi due laureati (nel 1858); Kadambini Ganguly e Chandramukhi Basu furono le prime due laureate (nel 1882). Primo vicecancelliere indiano dell'università fu Gooroodas Banerjee (nel 1890).

## Dipartimenti e centri
- Agricoltura[5]
- Arti[5]
- Commercio, Affari Sociali e Gestione aziendale[5]
- Scienze della Formazione, Giornalismo e Biblioteconomia[5]
- Ingegneria e Tecnologia[5]
- Belle arti, Musica e Scienze domestiche[5]
- Giurisprudenza[5]
- Scienze[5]
- Centri per le Risorse umane e lo Sviluppo[5]